# Carano (Sessa Aurunca)
Carano è una frazione del comune di Sessa Aurunca (Caserta) distante dal comune circa 6 km.
A Carano inoltre è situato il santuario dedicato a Maria Santissima della Libera,venerata la prima domenica di maggio.
Il Santuario è stato riconosciuto tale per l'Apparizione della Madonna attraverso il quadro che ora è custodito in Chiesa.
L'importanza del culto mariano sta proprio nella manifestazione divina di Maria che chiese di essere venerata in questo paese. 
La festa della prima domenica di maggio riconosce un grande successo, con la partecipazione di migliaia di persone, soprattutto per i cantanti famosi che intrattengono le serate.

## Collocazione
È ubicata sulla strada provinciale SP 104 che collega la SS 7 Via Appia alla SS7 Quater Via Domiziana.

## Toponimo
Il toponimo Carano deriva probabilmente dal nome Garano: il Dio della luce benefica.
Secondo Diamare Carano significa Capo Superiore.

## Origini
Secondo Tommasino la città romana di Vescia doveva trovarsi nei pressi delle odierne Carano e Piedimonte.
In località Derola a circa 2 km dal centro di Carano come riporta il Professore Villucci di aver rinvenuto in passato resti significativi della presenza di una strada antica, il cui fondo era per qualche metro uguale a quello che si trova nei pressi del Liceo Pedagogico di Sessa Aurunca, Villucci interpreta i resti come un tratto della Via Adrianea, strada provinciale romana di grande comunicazione tra Suessa e Sinuessa dove avvenivano trasporti merci e prodotti tipici locali, olio, vino e cereali. Carano nel preromano già colonia greca con vari insediamenti ai piedi del Monte Massico, dove poi nell'epoca romana si sviluppò verso la pianura creando strade secondarie che comunque ricollegavano Suessa con Sinuessa. Nell'area collinare un dislogamento di varie ville rustiche ed urbane che nel dopo impero romano, furono distrutte per la ricostruzione di nuovi fabbricati come torri d'avvistamento che servirono nel periodo saraceno. e poi Regno delle Due Sicilie.

## Luoghi d'interesse
- Chiesa di Santa Maria della Libera: secondo fonti storiche la fondazione risale al 1650, sebbene fu ammodernata nel corso dei secoli. La facciata è semplice e rivestita di intonaci colorati. L'interno è a navata unica con archi laterali che delimitano edicole con dipinti di varia datazione e altari in marmi policromi risalenti al XVII e XVIII secolo. Partendo dalla zona presbiteriale si osserva una "Madonna del Rosario" con quindici medaglioni risalente al XVII secolo. A destra del presbiterio vi è una "Madonna con Bambino con San Rocco e San Sebastiano" posteriore alla precedente. Altri dipinti raffiguranti "la Comunione degli Apostoli" , "Madonna del Suffragio con le anime purganti" impreziosiscono gli altari laterali della chiesa. Nella zona superiore della navata sono raffigurati vari episodi attinenti alla Vergine Maria, tutti databili al XX secolo. Su gran parte delle pareti vi sono raffigurati personaggi biblici databili invece al secolo precedente. All'interno del presbiterio, separato da un arco trionfale, si osserva l'altare maggiore in marmi commessi e il tronco marmoreo in cui si conferma l'immagine di "Santa Maria della Libera". Quest'immagine, profondamente venerata, è un affresco di età medievale raffigurante una Madonna ricoperta, fino al 1973, da una riza d'argento. Nel XVIII secolo si decise di onorare maggiormente la Vergine commissionando all'artista Giacomo Colombo una statua lignea raffigurante la Madonna della Libera. Infine, sulla controfacciata vi è la cantoria con un organo settecentesco proveniente dalla chiesa di Sant'Agostino di Sessa Aurunca.[4]